# Juan B. Martín
Juan B. Martín (Rosario, 7 de mayo de 1910 - 1985) fue un político, diplomático y empresario argentino, que se desempeñó, entre otros cargos, como ministro de Relaciones Exteriores de la Argentina durante la presidencia de facto de Juan Carlos Onganía y embajador en Japón.
Se recibió de Contador en la Universidad Nacional del Litoral, con medalla de oro. Fue director del Banco Nación en 1962 y secretario de Comercio entre 1962 y 1963. Fue el representante argentino en la Ronda Kennedy de la GATT en 1967.
Como embajador argentino en Japón tuvo una destacada participación económica, lo que motivó su designación por Onganía como Canciller argentino cuando renovó algunos de sus ministros tras el Cordobazo, desempeñándose entre junio de 1969 y julio de 1970.